# Kim Hwa-sook
Kim Hwa-sook (2 de março de 1971) é uma ex-handebolista sul-coreana. campeã olímpica.
Fez parte da geração de ouro sul-coreana, medalha de ouro, em Barcelona 1992.